# 857 Glasenappia
Glasenappia (asteróide 857) é um asteróide da cintura principal com um diâmetro de 15,03 quilómetros, a 1,9956616 UA. Possui uma excentricidade de 0,0887839 e um período orbital de 1 183,83 dias (3,24 anos).
Glasenappia tem uma velocidade orbital média de 20,12611761 km/s e uma inclinação de 5,29975º.
Esse asteróide foi descoberto em 6 de Abril de 1916 por Sergei Belyavsky.